# ساتورو كومياما
ساتورو كومياما (باليابانية: 小宮山悟؛ بالكانا: こみやま さとる) هو لاعب كرة قاعدة ياباني، ولد في 15 سبتمبر 1965 في كاشيوا في اليابان.

## وصلات خارجية
- ساتورو كومياما على موقع دوري كرة القاعدة الرئيسي (الإنجليزية)
- ساتورو كومياما على موقع الدوري الياباني لكرة القاعدة (الإنجليزية)
- ساتورو كومياما على موقعبيزبول رفرنس.كوم (الدوري الرئيسي) (الإنجليزية)
- ساتورو كومياما على موقعبيزبول رفرنس.كوم (الدوري الثانوي) (الإنجليزية)
- ساتورو كومياما على موقع إي إس بي إن.كوم (أم.أل.بي) (الإنجليزية)
- ساتورو كومياما على موقع مشجعي الرسوم البيانية (الإنجليزية)